# Drużynowe Mistrzostwa Polski na Żużlu 1974
Drużynowe Mistrzostwa Polski na Żużlu 1974 – 27. edycja drużynowych mistrzostw Polski, organizowanych przez Polski Związek Motorowy (PZM). W sezonie 1974 do rozgrywek pierwszej ligi przystąpiło osiem zespołów, także w drugiej lidze walczyło osiem drużyn.
Zwycięzca najwyższej klasy rozgrywkowej (I Ligi) zostaje Drużynowym Mistrzem Polski na Żużlu w sezonie 1974. Obrońcą tytułu z poprzedniego sezonu jest Stal Gorzów. W tym roku triumfował Włókniarz Częstochowa.

## Pierwsza Liga
| Poz. | Klub                  | Pkt. | Z  | R | P  | +/−  |
| ---- | --------------------- | ---- | -- | - | -- | ---- |
| 1    | Włókniarz Częstochowa | 21   | 10 | 1 | 3  | +124 |
| 2    | Stal Gorzów           | 20   | 10 | 0 | 4  | +161 |
| 3    | ROW Rybnik            | 18   | 8  | 2 | 4  | +25  |
| 4    | Sparta Wrocław        | 14   | 7  | 0 | 7  | –16  |
| 5    | Polonia Bydgoszcz     | 13   | 6  | 1 | 7  | +60  |
| 6    | Unia Leszno           | 11   | 5  | 1 | 8  | –64  |
| 7    | Falubaz Zielona Góra  | 8    | 3  | 2 | 9  | –188 |
| 8    | Śląsk Świętochłowice  | 7    | 3  | 1 | 10 | –102 |

## Druga Liga
| Poz. | Klub            | Pkt. | Z  | R | P  | +/−  |
| ---- | --------------- | ---- | -- | - | -- | ---- |
| 1    | Kolejarz Opole  | 26   | 13 | 0 | 1  | +345 |
| 2    | Wybrzeże Gdańsk | 20   | 10 | 0 | 4  | +82  |
| 3    | Motor Lublin    | 18   | 9  | 0 | 5  | +146 |
| 4    | Unia Tarnów     | 14   | 7  | 0 | 7  | –41  |
| 5    | Stal Toruń      | 12   | 6  | 0 | 8  | –28  |
| 6    | Stal Rzeszów    | 12   | 6  | 0 | 8  | –30  |
| 7    | Start Gniezno   | 8    | 4  | 0 | 10 | –168 |
| 8    | Gwardia Łódź    | 2    | 1  | 0 | 13 | –306 |

## Baraże
| Falubaz Zielona Góra 7. miejsce w I Lidze | 68:85 | Wybrzeże Gdańsk 2. miejsce w II Lidze |
| ----------------------------------------- | ----- | ------------------------------------- |
| Gdańsk                                    | 54:24 | Zielona Góra                          |
| Zielona Góra                              | 44:31 | Gdańsk                                |